# 奥田正香

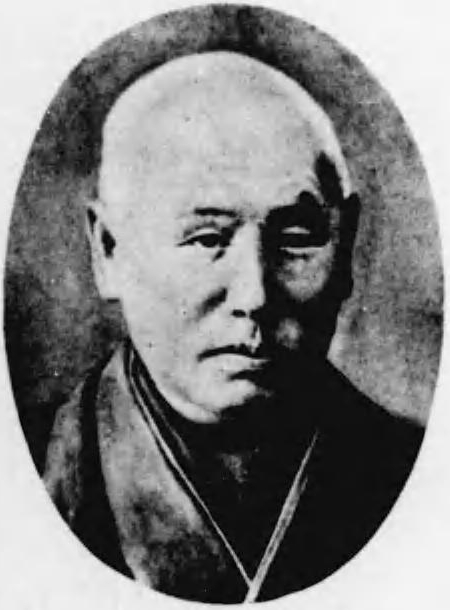
肖像写真

奥田 正香（おくだ まさか、弘化4年3月1日（1847年4月15日） - 1921年（大正10年）1月31日）は、明治時代に活動した日本の実業家。
元は尾張藩の藩士。味噌・醤油製造で財を成し、その後名古屋で多くの有力企業の設立に関与して「名古屋の渋沢栄一」と呼ばれた。名古屋商業会議所（後の名古屋商工会議所）の会頭を長く務め、愛知県会議員としての活動歴もある。

## 経歴
奥田正香は弘化4年（1847年）、尾張国春日井郡鍋屋上野村（現・愛知県名古屋市千種区）の和田家に生まれた。幼名は謙之介で、のちに尾張藩士の奥田主馬（おくだ しゅめ）に引き取られた。幼少時より学門を好み、丹羽賢と親交を結んで幕末には丹羽に従い国事に奔走した。1868年（明治元年）、藩校明倫堂の国学助教見習となる。このころ藩命により甲信地方へ勤皇誘引のため遊説に出かけたが、信州の旅館で商人から横浜での生糸貿易の状況を偶然聞いたことが後の財界入りの素地となったという。維新後はしばらく役人生活を送り、1870年（明治3年）11月から名古屋県（現・愛知県）、翌年からは安濃津県（現・三重県）に赴任した。
官吏を辞した奥田は、名古屋で味噌・溜醤油の製造を始めた。明治時代初期の当時、味噌・醤油製造業は名古屋における主要工業の一つであった。奥田が開業した店は繁盛し、1890年（明治23年）には、醤油については名古屋で第4位の生産高をもつ業者となっていた。1880年（明治13年）10月、愛知県会議員に当選。再選ののち1888年（明治21年）1月まで県会議員を2期務めた。任期中の1881年（明治14年）11月から翌年9月にかけては県会区部会議長に就任している。
味噌・醤油製造業で資産的基盤を築いた奥田は、1880年代末から事業を多方面に広げた。まず1887年（明治20年）尾張紡績を設立、以降名古屋生命保険、名古屋倉庫、明治銀行、日本車輌製造、名古屋電力、名古屋瓦斯、福寿生命保険など数多くの会社経営に参加している。経済関係の公職では、1891年（明治24年）4月名古屋商業会議所（現・名古屋商工会議所）の会員第1回選挙で当選。同年7月の役員選で会頭に推挙されたものの奥田は辞退したが、1893年（明治26年）7月の役員選で再び会頭に推挙されると今度は承諾し、名古屋商業会議所会頭に就任した。在任期間は1913年（大正2年）10月までのおよそ20年間で、その間、電話架設、熱田港（名古屋港）改修、鉄道誘致、日本銀行支店誘致などの重要案件があった。その他、1893年名古屋株式取引所の設立に参加し初代理事長となった。
奥田は新人起用に積極的であり、奥田に取り立てられた鈴木摠兵衛・安東敏之・上遠野富之助・兼松煕の4人は「四天王」と呼ばれた。また、名古屋電力および名古屋瓦斯設立時の斡旋（両社は1906年（明治39年）設立）が契機となり、愛知県知事深野一三と名古屋市長加藤重三郎に接近、政界と深い繋がりを持って商業会議所会頭の奥田と知事・市長の関係は「三角同盟」と称された。
1913年（大正2年）、大須にあった遊廓（旭廓）の移転にからむ汚職疑惑（稲永疑獄）が発覚する。この事件では前市長で当時名古屋電灯社長の加藤重三郎と前知事で当時貴族院議員の深野一三というかつての「三角同盟」のうち2人と、腹心の「四天王」のうち安東敏之と兼松煕の2人を含む計5人が起訴された。最終的に5人には無罪判決が下され、奥田自身は取り調べのみで起訴されなかったが、奥田に与えたショックは大きく、事件の後一切の職務から引退して覚王山において仏道生活を送った。1921年（大正10年）1月31日死去。墓所は八事霊園。

## 主な関連企業

### 紡績
1887年（明治20年）3月、奥田の主唱により資本金50万円で尾張紡績株式会社が設立された。同社は熱田に紡績工場を建設。1891年（明治24年）の濃尾地震で被災するものの翌年に復旧した。しかし工場の効率が悪く、経営は順調ではなかった。このため1905年（明治38年）10月、尾張紡績は三重紡績株式会社に合併された。1年半後の1907年（明治40年）1月、奥田は三重紡績の取締役に就任、1909年（明治42年）には取締役会長となるが、1912年（大正元年）に退任し常務取締役であった伊藤伝七に代わった。
この後三重紡績は大阪紡績と合併し、東洋紡績株式会社となっている。

### 車両製造
名古屋の周辺で鉄道建設が盛んになり鉄道車両の需要が高まっていたことに着目した奥田は、上遠野富之助の協力の下1896年（明治29年）7月、資本金50万円で日本車輌製造株式会社を設立し、その初代取締役社長に就任した。同社は設立後まもなく操業を開始。明治末期に赤字に転落するもののまもなく回復し、社業の確立がなったとして奥田は1910年（明治43年）10月に社長を退任、上遠野が2代目社長に就任した。ところで会社設立にあたり愛知県に提出された会社設立申請書がほぼ同時期に提出された鉄道車両製造所の設立申請書と酷似していた。これについて県が調査した結果、官設鉄道を井上勝と共に辞職していた野田益晴が鉄道車両製造会社の計画を地元の経済界の重鎮である奥田にもちかけたところ、奥田も設立計画をもっており共同で経営してもいいという話となり交渉することになった。ところが株の割当でおりあわず、別々で会社を設立することになったという。奥田の元には上遠野に筆写させていた鉄道車両製造所の設立計画書があり、これを元に設立願書は作成されたという

### 電気

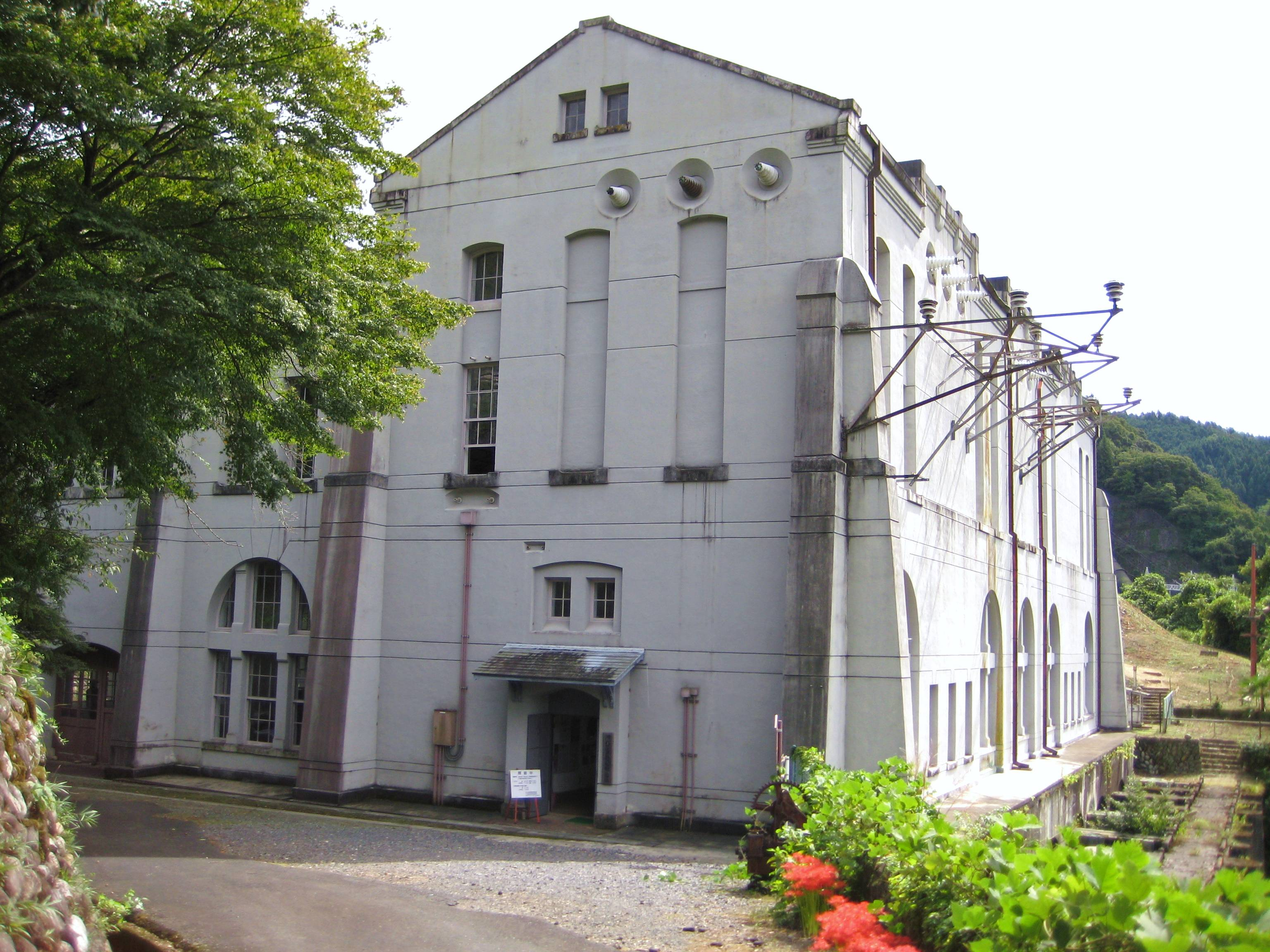
名古屋電力が着工、名古屋電灯が完成させた八百津発電所（現・旧八百津発電所資料館）

尾張紡績発足の同時期、名古屋では旧尾張藩の士族によって電力会社の設立が計画されていた。計画には愛知県当局も関与していたが、士族のみによる経営を憂慮して、有力な実業家を参画させ当面の経営にあたらせることにした。このとき奥田ら11名の実業家グループが電気事業の優位性に着目して計画に参加して発起人となり、1887年9月に電気事業経営の認可を受けた。これが1889年（明治22年）に開業した名古屋電灯株式会社（後の東邦電力）であるが、開業前年の1888年（明治21年）8月奥田ら実業家グループは尾張紡績に集中するために名古屋電灯発起人から脱退、関係を断絶していた。
1906年（明治39年）10月、岐阜県加茂郡八百津町に水力発電所を建設し名古屋方面へ電力を供給する目的で、資本金500万円をもって名古屋電力株式会社が設立された。同社の計画は元々岐阜県出身の兼松煕や東京の実業家らによって進められ、兼松が消費地である名古屋財界からの出資を求めて奥田と協議し、その結果奥田ら名古屋の実業家も参加することになったものである。奥田は名古屋電力初代社長に就任した。発電所が完成すれば既存の名古屋電灯に対抗しうる有力な電力会社となるはずであったが、難工事と折からの不況による資金不足で工事継続が困難になったため、当時名古屋電灯常務であった福澤桃介が提起してきた合併交渉に応ずることになった。1910年（明治43年）10月、合併が成立し、名古屋電力は名古屋電灯に吸収された。八百津発電所の建設工事は名古屋電灯が継承し、翌1911年（明治44年）に完成、同年12月に名古屋への送電を開始した。なお、奥田は合併後の名古屋電灯役員には就任していない。

### ガス
1906年11月、名古屋市においてガス事業をなすべく名古屋瓦斯株式会社（名古屋ガス）が資本金200万円で設立された。奥田は初代取締役社長に就任。同社は翌年10月、都市ガスの供給を開始して開業した。この頃の日本国内各地ではガス事業の企業が相次いでおり、名古屋瓦斯は名古屋市周辺のほか関西から中国・四国にかけての諸都市で計画されていたガス事業に次々と関与した。これに伴って、奥田は豊橋瓦斯（愛知県）・浜松瓦斯（静岡県）・一宮瓦斯（愛知県、後の尾州電気）・知多瓦斯（愛知県、後の知多電気）のガス事業者計4社の初代社長にそれぞれ就任している。
奥田は実業界引退に伴い名古屋瓦斯社長を1913年（大正2年）10月に辞任、常務の井上茂兵衛が2代目社長に就任した。同時に豊橋瓦斯・浜松瓦斯の社長も辞任し、豊橋は福谷元次、浜松は伊東要蔵にそれぞれ代わった。
この後、名古屋瓦斯は1922年（大正11年）の東邦電力との合併を経て東邦瓦斯株式会社となり、豊橋瓦斯・浜松瓦斯は1943年（昭和18年）に合併して中部瓦斯株式会社となった。